# 2731 Cucula
2731 Cucula è un asteroide della fascia principale del diametro medio di circa 50,88 km. Scoperto nel 1982, presenta un'orbita caratterizzata da un semiasse maggiore pari a 3,1838854 UA e da un'eccentricità di 0,1943845, inclinata di 13,24306° rispetto all'eclittica.